# キーラ (バンド)
キーラ（KiLA）は、アイルランドで1987年に結成された、7人で構成される民族音楽グループ。
アイルランドのケルト音楽をベースとしているが、伝統的ケルト音楽の枠に捕らわれず、ロック、ラテン、アフロ・ミュージックなど様々な音楽を取り込んだ作品を発表している。ケルトの民族楽器であるバウロンやイリアン・パイプスを初めとして使用楽器も多岐に渡り、その自由な音楽性から、賞賛の意をもって「ケルトから最も遠いケルト・グループ」とも言われる。
楽曲はインストゥルメンタルが多いが、歌詞のある曲はアイルランドの土着語であるゲール語で歌われている。
近年は日本での活動も積極的に行い、アイヌのミュージシャンOKIとのジョイントライブやCD制作を行っているほか、ソウル・フラワー・ユニオンの作品やシンガーソングライター矢井田瞳などの作品にゲスト参加するなど、活躍の場を広げている。2005年にはアルバム「Lemonade&Buns」の収録曲「An Tiomanai」がリミックスされ、日本郵政公社の簡易保険「ながいきくん（ばらんす型）」のTV-CM曲に採用された。

## メンバー
- ローナン・オ・スノディ (Ronan O'Snodaigh) - バウロン、ジャンベ、ボンゴ、コンガ、リードボーカルほか
- カラム・オ・スノディ (Colm O'Snodaigh) - フルート、サックス、パーカッションほか
- ロッサ・オ・スノディ (Rossa O'Snodaigh) - ギター、マンドリン、ブズーキ、バンドリアほか
- オーウェン・ディロン (Eoin Dillon) - イリアン・パイプス、ティン・ホイッスル、ロー・ホイッスルほか
- ディー・アームストロング (Dee Armstrong) - フィドル、アコーディオン、ハンマー・ダルシマーほか
- ブライアン・ホーガン (Brian Hogan) - ギター、ベース、ダブルベースほか
- ランス・ホーガン (Lance Hogan) - ドラム、パーカッションほか

## ギャラリー

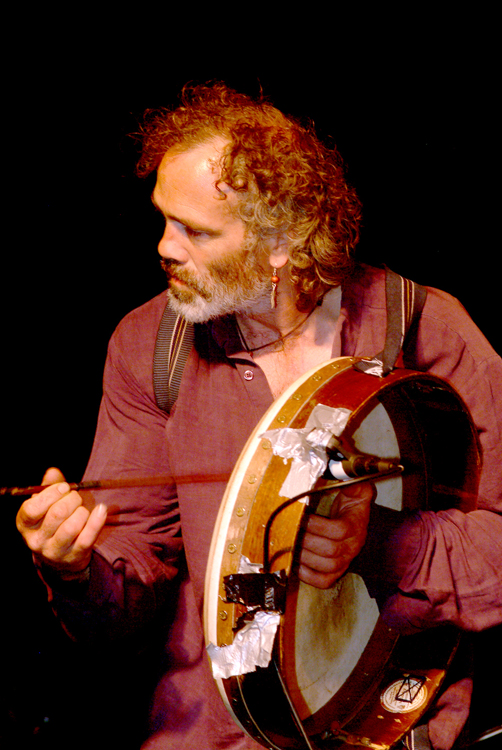
ローナン・オ・スノディ
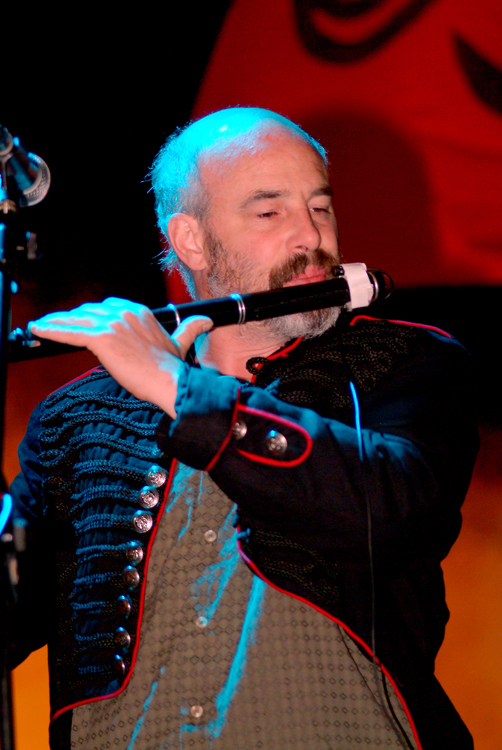
カラム・オ・スノディ
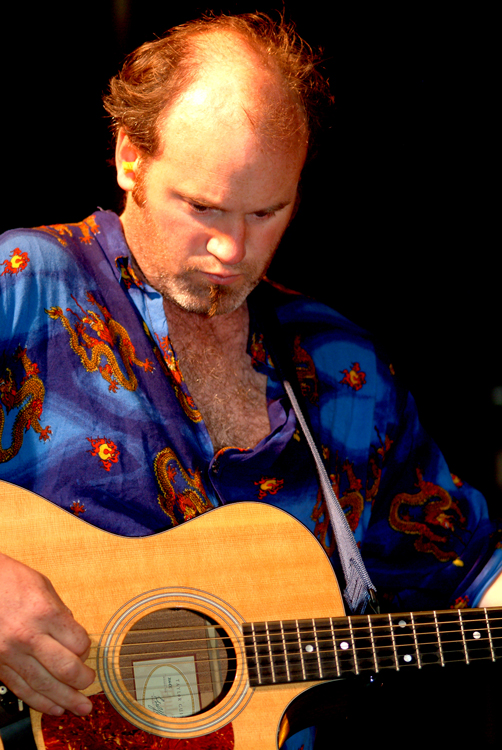
ロッサ・オ・スノディ
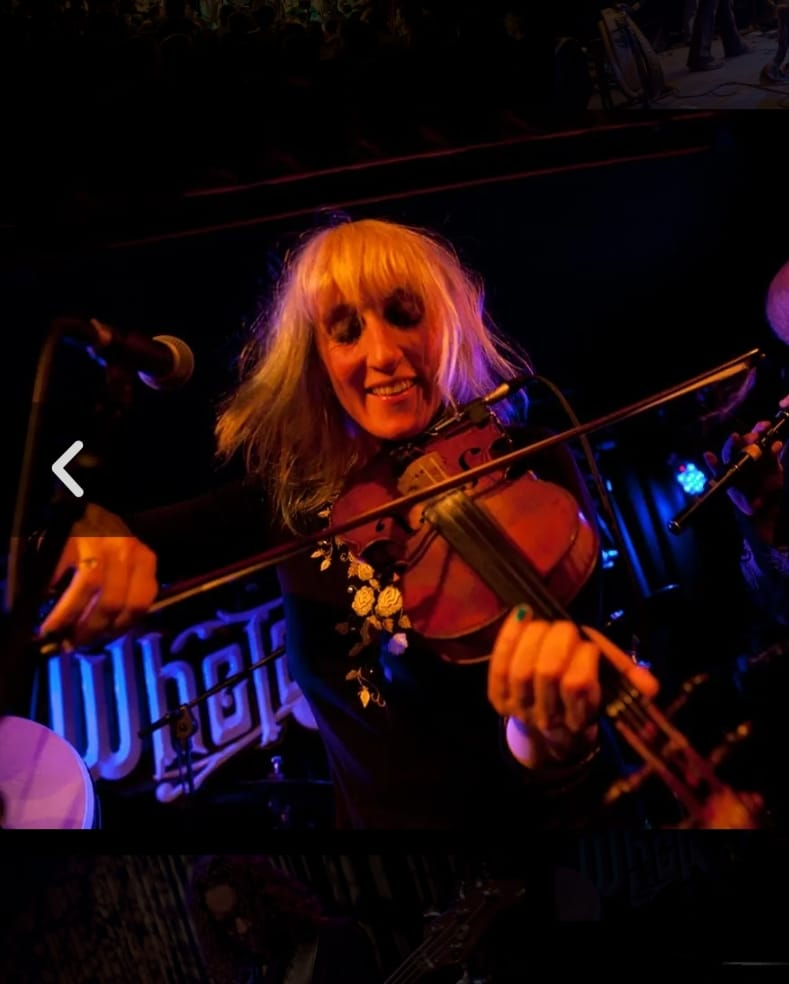
ディー・アームストロング

## ディスコグラフィ

### アルバム
- 『ヘンデルズ・ファンタジー』 - Hendel's Fantasy (1992年)
- 『マインド・ザ・ギャップ』 - Mind The Gap (1995年)
- 『トゥゲ・ゴ・ボーゲ』 - Tog e go Bog e (1998年)
- 『レモネード&バンズ』 - Lemonade&Buns (2000年)
- 『モンキー!』 - Monkey! (2002年) ※舞台サウンドトラック
- 『ルナパーク』 - Lunapark (2004年)
- 『BL〜ベスト&ライヴ』 - BL - Best & Live (2005年)　※日本限定発売
- 『キーラ&オキ』 - KiLA & OKI (2006年) ※キーラ&オキ名義
- 『ギャンブラーズ・バレエ』 - Gamblers' Ballet (2008年)
- 『素心』 - Soisín (2010年)
- Suas Sios (2015年)
- Alive Beo (2017年)